# Timo Schultz
Timo Schultz (Wittmund, Alemania Occidental, 26 de agosto de 1977) es un exjugador y entrenador de fútbol alemán. Actualmente dirige al VfL Osnabrück.

## Carrera como jugador
Schultz comenzó su carrera en TuS Esens en su ciudad natal de Frisia Oriental. Hasta el año 2000 jugó en el Werder Bremen II. De 2000 a 2002 jugó en el VfB Lübeck. Desde enero del 2003 a 2005 estuvo activo en el Holstein Kiel. Incluso disputó algunos encuentros en el segundo equipo por órdenes del entonces entrenador Frank Neubarth. Debido a las protestas masivas de los fanáticos del club, regresó al primer equipo. 
Sin embargo, fichó por el St. Pauli de la Regionalliga Nord para la temporada 2005-06. En un principio sólo iba a jugar en el segundo equipo, pero rápidamente se consolidó en el primer equipo y fue clave en la temporada 2006-07 en el ascenso a la 2. Bundesliga, así como en la temporada siguiente en su descenso. Al final de la temporada 2009-10, Schultz incluso ascendió a la Bundesliga con el club. En mayo de 2010 amplió su contrato por un año más hasta el 30 de junio de 2011. El 25 de septiembre de 2010 debutó en la máxima división del fútbol alemán al entrar como suplente frente al Borussia Dortmund.
Después de que expirara su contrato profesional en junio de 2011, Schultz firmó un nuevo contrato amateur hasta el 30 de junio de 2012 con el St. Pauli II. Al mismo tiempo, se convirtió en el entrenador asistente del equipo. Tras el final de su carrera como jugador, el hombre de Baja Sajonia se quedó en el club como entrenador de las divisiones inferiores.

## Carrera como entrenador
Schultz comenzó su carrera como entrenador en la temporada 2011-12 como entrenador asistente de juego de Jörn Großkopf en el segundo equipo (sub-23) del FC St. Pauli. Para la temporada 2012-13, Schultz se convirtió en asistente técnico de André Schubert en el equipo de segunda división. Hasta diciembre de 2014 también ayudó a los siguientes entrenadores Michael Frontzeck, Roland Vrabec y Thomas Meggle.
El 12 de julio de 2020, se anunció que sería el entrenador del St. Pauli para la temporada 2020-21. Este es su primer puesto de entrenador de un equipo senior. Su primer partido fue una derrota por 4-2 ante el SV Elversberg por la Copa de Alemania. En diciembre de 2022, fue relevado de sus funciones luego de una serie de malos resultados.
El 12 de mayo de 2023, fue oficializado como entrenador del FC Basel a partir de la temporada 2023-24.El 29 de septiembre, fue relevado de sus funciones debido a la insatisfactoria situación deportiva del club.
En enero de 2024, Schultz asumió como técnico del F. C. Colonia con el objetivo de salvarlo del descenso.Luego de que el club quedara relegado, su contrato no fue ampliado por la directiva alemana.
El 17 de junio de 2025, fue anunciado como técnico del VfL Osnabrück.

## Clubes

### Como jugador
| Club             | País     | Año       |
| ---------------- | -------- | --------- |
| Werder Bremen II | Alemania | 1996-2000 |
| VfB Lübeck       | Alemania | 2000-2002 |
| Holstein Kiel    | Alemania | 2003-2005 |
| St. Pauli        | Alemania | 2005-2011 |
| St. Pauli II     | Alemania | 2011-2012 |

### Como entrenador
| Club          | País     | Año           |
| ------------- | -------- | ------------- |
| St. Pauli     | Alemania | 2020-2022     |
| FC Basel      | Suiza    | 2023          |
| F. C. Colonia | Alemania | 2024          |
| VfL Osnabrück | Alemania | 2025-presente |